# Tuve distrikt
Tuve distrikt är ett distrikt i Göteborgs kommun och Västra Götalands län. 
Distriktet ligger i nordvästra Göteborg.

## Tidigare administrativ tillhörighet
Distriktet inrättades 2016 och utgörs av en del av området Göteborgs stad omfattade till 1971, delen som före 1967 utgjorde Tuve socken.
Området motsvarar den omfattning Tuve församling hade vid årsskiftet 1999/2000.